# Андска нощна маймуна
Андската нощна маймуна още Перуанска мирикина (Aotus miconax) е вид бозайник от семейство Нощни маймуни (Aotidae). Видът е световно застрашен, със статут Уязвим.

## Разпространение
Разпространен е в Перу.